# 夜明け (ロベルト・フィルポの曲)
『夜明け』（よあけ、西: El Amanecer）は、ロベルト・フィルポ作曲の、アルゼンチン・タンゴの楽曲。

## 概要
1914年発表。
古典・タンゴの曲であり、現在でもタンゴ演奏会のオープニングとして演奏されることが多い。
明け方に家路をたどる作者が見た早朝の町の情景を描いた曲。曲の中盤から終盤にかけて、小鳥のさえずりを模してバイオリンの弦をこする高音が入る。
ロベルト・フィルポ楽団やカルロス・ディサルリ楽団、フランシスコ・カナロ楽団、ホセ・バッソ楽団、世界の様々なタンゴの楽団が、選んでいる。